# Puih San
Puih San (1 tháng 5 năm 1937– 11 tháng 2 năm 2000) là một anh hùng lực lượng vũ trang nhân dân, người dân tộc Jrai .

## Tiểu sử
Ông là người xã Ia Krai, huyện Ia Grai, tỉnh Gia Lai. Năm 1958, ông gia nhập lực lượng du kích cộng sản. Năm 1961, ông gia nhập quân đội, thuộc đơn vị đường dây T2C07, mặt trận B3. Nhiệm vụ chính của Puih San trong đơn vị này là lái đò đưa bộ đội, vũ khí, lương thực qua sông Pô Kô. Năm 1965, ông gia nhập Đảng Cộng sản Việt Nam. Những năm 1969–1970, ông được đào tạo sĩ quan tại tỉnh Hòa Bình rồi tiếp tục trở lại Bắc Tây Nguyên chiến đấu, tham gia hai trận trên quốc lộ 19 – An Khê. Sau chiến tranh Việt Nam, ông tiếp tục phục vụ trong quân đội, trải qua nhiều nhiệm vụ khác nhau như quản lý và giáo dục tù binh, làm trợ lý dân quân ở Ban Chỉ huy quân sự huyện Chư Pah cũ, tham gia chiến dịch biên giới Tây Nam. Năm 1980, ông giải ngũ. Ngày 22 tháng 8 năm 1998, chủ tịch Trần Đức Lương kí quyết định phong tặng danh hiệu Anh hùng Lực lượng vũ trang nhân dân cho Puih Sah.
Sau khi giải ngũ, ông trở về quê nhà sống lặng lẽ cùng vợ con và qua đời ngày 11 tháng 2 năm 2000.
Puih San nổi bật trong chiến đấu với thành tích nhiều lượt lái đò đưa bộ đội qua sông tham gia trận Plei Me. Nhà thơ Mai Trang (Nguyễn Thị Ngọc Oanh; 1936–2017) đã sáng tác bài thơ Người lái đò trên sông Pô Kô ca ngợi A Sanh (bí danh của Puih San), sau đó nhạc sĩ Cầm Phong (1929–2005) đã phổ nhạc thành bài hát cùng tên, do ca sĩ Tường Vi thể hiện, bài hát nổi tiếng và từng liên tục được Đài Tiếng nói Việt Nam phát sóng suốt thời gian Chiến tranh Việt Nam và là một trong những bài hát quan trọng trong sự nghiệp của Tường Vi.